# Водосховища Миколаївської області
Водосховища Миколаївської області — водосховища, які розташовані на території Миколаївської області (в адміністративних районах і басейнах річок).
На території Миколаївської області налічується — 45 водосховищ, загальною площею понад — 7585 га, з повним об'ємом — 374,7 млн м³.

## Загальна характеристика
Територія Миколаївської області становить 24,6 тис. км² (4,1 % площі України).
Переважна частина території області розташована в басейні Південного Бугу (59,5 %), інша — в басейні Дніпра (23,5 %) та річок Причорномор'я (17 %).
Гідрографічна мережа Миколаївської області включає велику річку — Південний Буг (у межах області 257 км з 806 км загальної довжини річки), її притоки — середні річки — Кодима, Синюха, Чорний Ташлик, Чичиклія, Інгул, а також середні річки басейну Дніпра — Інгулець з притокою Висунь.
В області функціонує 45 водосховищ з повним об'ємом 374,7 млн м³, з яких 7 — з об'ємом понад 10 млн м³. До складу Південно-Українського енергокомплексу входять найбільші в області водосховища: Олександрівське на р. Південний Буг (Олександрівська ГЕС) з повним об'ємом 72,1 млн м³ та Ташлицьке водосховище, яке збудовано в балці Ташлик із повним об'ємом 86,0 млн м³. Останнє слугує водоймою-охолоджувачем Південно-Української АЕС, має дещо підвищену мінералізацію води — 1125 мг/дм³.
Комплекс включає також Ташлицьку гідроакумулюючу електростанцію — ГАЕС (нині в стадії будівництва, в експлуатацію у 2006—2007 рр. введено перший пусковий комплекс з двох гідроагрегатів сумарною потужністю 302 МВт). Всього планується спорудження шести гідроагрегатів.
За цільовим призначенням водосховища використовуються: переважна більшість комплексного водогосподарського призначення; іригаційні; енергетичні; для технічного та господарсько-питного водопостачання.

## Наявність водосховищ (вдсх) у межах адміністративно-територіальних районів та міст обласного підпорядкування Миколаївської області[1]
| Район, місто         | Кількість вдсх, шт. | Площа вдсх, га | Об'єм вдсх — повний, млн м³ | Об'єм вдсх — корисний, млн м³ | В оренді, шт. | В оренді, га |
| -------------------- | ------------------- | -------------- | --------------------------- | ----------------------------- | ------------- | ------------ |
| Арбузинський         | 2                   | 130            | 3,8                         | 2,9                           | 2             | 130          |
| Баштанський          | 2                   | 195            | 3,7                         | 2,9                           | 1             | 35           |
| Березанський         | 2                   | 338            | 6,6                         | 4,3                           | -**           | -            |
| Березнегуватський    | -*                  | -              | -                           | -                             | -             | -            |
| Братський            | 3                   | 118            | 4,0                         | 3,1                           | 3             | 118          |
| Веселинівський       | 2                   | 304            | 13,6                        | 11,5                          | -             | -            |
| Вознесенський        | 5                   | 2136           | 102,3                       | 42,9                          | 2             | 333          |
| Врадіївський         | 3                   | 141            | 4,0                         | 1,8                           | 3             | 141          |
| Доманівський         | 3                   | 296            | 9,1                         | 7,0                           | 3             | 296          |
| Єланецький           | 3                   | 339            | 16,4                        | 14,6                          | 1             | 95           |
| Жовтневий            | 1                   | 145            | 3,9                         | 3,7                           | -             | -            |
| Казанківський        | 1                   | 34             | 1,3                         | 1,0                           | 1             | 34           |
| Кривоозерський       | 1                   | 49             | 1,4                         | 1,2                           | 1             | 49           |
| Миколаївський        | 4                   | 766            | 23,4                        | 18,2                          | -             | -            |
| Новобузький          | 4                   | 605            | 39,4                        | 32,9                          | -             | -            |
| Новоодеський         | -                   | -              | -                           | -                             | -             | -            |
| Очаківський          | 1                   | 187            | 8,7                         | 6,8                           | -             | -            |
| Первомайський        | -                   | -              | -                           | -                             | -             | -            |
| Снігурівський        | 4                   | 341            | 6,4                         | 5,5                           | -             | -            |
| м. Миколаїв          | 1                   | 425            | 31,0                        | 29,9                          | -             | -            |
| м. Первомайськ       | 1                   | 141            | 5,3                         | 2,6                           | -             | -            |
| м. Південноукраїнськ | 2                   | 895            | 90,4                        | 38,2                          | -             | -            |
| Разом                | 45                  | 7585           | 374,7                       | 230,8                         | 17            | 1231         |

Примітки: -* — немає водосховищ на території району;
-* — немає водосховищ, переданих в оренду.
Серед водосховищ Миколаївської області 38 % використовуються на умовах оренди, 27 % — на балансі водогосподарських організацій.

## Наявність водосховищ (вдсх) у межах основнихрайонів річкових басейнівна території Миколаївської області[1]
| Район річкового басейну       | Кількість вдсх, шт. | Площа вдсх, га | Об'єм вдсх — повний, млн м³ | Об'єм вдсх — корисний, млн м³ | В оренді, шт. | В оренді, га |
| ----------------------------- | ------------------- | -------------- | --------------------------- | ----------------------------- | ------------- | ------------ |
| Дніпра                        | 8                   | 715            | 15,3                        | 13,1                          | 1             | 34           |
| Південного Бугу, у тому числі | 27                  | 4850           | 276,1                       | 147,0                         | 15            | 1162         |
| р. Інгул                      | 3                   | 715            | 48,4                        | 42,3                          | 1             | 110          |
| Річки Причорномор'я           | 10                  | 2020           | 83,2                        | 70,7                          | 1             | 35           |
| Разом                         | 45                  | 7585           | 374,7                       | 230,8                         | 17            | 1231         |

В межах району річкового басейну Південного Бугу розташовано 60 % водосховищ Миколаївської області, в басейні Дніпра — 18 %, басейнах річок Причорномор'я — 22 % водосховищ області.

## Наявність водосховищ (вдсх) об'ємом понад 10млн м³ на території Миколаївської області[1]
| Назва водосховища, річки (басейну)                             | Місцезнаходження вдсх (населений пункт, район) | Площа вдсх, га | Об'єм вдсх — повний, млн м³ | Об'єм вдсх — корисний, млн м³ |
| -------------------------------------------------------------- | ---------------------------------------------- | -------------- | --------------------------- | ----------------------------- |
| Олександрівське вдсх, р. Південний Буг                         | смт Олександрівка, Вознесенський]              | 1104           | 72,1                        | 20,9                          |
| Ташлицьке вдсх (охолоджувач), балка Ташлик (р. Південний Буг*) | м. Південноукраїнськ, Вознесенський            | 860            | 86,0                        | 34,6                          |
| Щербанівське вдсх, р. Гнилий Єланець (р. Південний Буг)        | с. Щербані, Вознесенський                      | 475            | 15,7                        | 12,0                          |
| Софіївське вдсх, р. Інгул (р. Південний Буг)                   | с. Софіївка, Новобузький                       | 470            | 36,0                        | 31,0                          |
| Катеринівське вдсх, балка Калістровська (річки Причорномор'я)  | с. Катеринівка, Веселинівський                 | 225            | 10,8                        | 10,4                          |
| Степівське вдсх, балка Калістровська (річки Причорномор'я)     | с. Червоне Поле, Миколаївський                 | 228            | 13,9                        | 13,0                          |
| Жовтневе вдсх, балка Вітовта (річки Причорномор'я)             | м. Миколаїв                                    | 425            | 31,0                        | 29,9                          |

Примітка: -* — в дужках — головна річка.